# José Navarro Rodríguez
José Aurelio Cerso Navarro Rodríguez (Huancayo, 19 de enero de 1940) es un traumatólogo, ortopedista y político peruano. Fue diputado por el departamento de Junín en 1985.

## Biografía
Nació en la ciudad de Huancayo en Junín, el 19 de enero de 1940.
Es traumatólogo y ortopedista de profesión.
Participó en las elecciones parlamentarias del año 1980 como candidato a la Cámara de Diputados del Congreso de la República por el Partido Popular Cristiano, sin embargo, no resultó elegido. En 1985, José Navarro logró ser elegido como diputado por el departamento de Junín por Convergencia Democrática para el periodo parlamentario 1985-1990.
En las elecciones generales de 1995 buscó sin éxito nuevamente ser parlamentario por el Frente Independiente Moralizador y en las elecciones municipales del 2002 fue candidato de Unión por el Perú a la alcaldía de la provincia de Huancayo.